# 고난촌 (야마구치현)
고난촌(厚南村)은 야마구치현 아사군에 있던 촌이다. 현재의 우베시에 해당한다.

## 역사
- 1889년 4월 1일 - 정촌제 시행에 의해 5촌의 구역을 가지고 성립하였다.
- 1941년 10월 20일 - 우베시에 편입, 동일 고난촌은 폐지되었다.